# Psychotria dermatophylla
Psychotria dermatophylla är en måreväxtart som först beskrevs av Karl Moritz Schumann, och fick sitt nu gällande namn av Ernest Marie Antoine Petit. Psychotria dermatophylla ingår i släktet Psychotria och familjen måreväxter. Inga underarter finns listade i Catalogue of Life.